# Consejo Regulador de la Indicación Geográfica Protegida Botillo del Bierzo
El Consejo Regulador de la Indicación Geográfica Protegida “Botillo del Bierzo" es un órgano dependiente de la Consejería de Agricultura y Ganadería de la Junta de Castilla y León, cuyo ámbito de competencia, funciones y constitución vienen determinados por la ORDEN de 21 de junio de 2000, de la Consejería de Agricultura y Ganadería, por la que se aprueba el reglamento de la Indicación Geográfica protegida “Botillo del Bierzo” y de su Consejo Regulador.
La Indicación Geográfica Protegida, como denominación de calidad regulada a escala de Unión Europea, es aquella que identifica, regula y controla la calidad del botillo, específicamente el botillo del Bierzo, un producto alimentario que es originario y producido en la comarca española de El Bierzo.

## Creación
El reglamento en vigor de la Indicación Geográfica Protegida “Botillo del Bierzo” y de su Consejo Regulador fue aprobado mediante una orden de la comunidad autónoma de Castilla y León el 21 de junio de 2000.

### Competencias
La principal labor del Consejo Regulador es velar tanto por la calidad del Botillo (el botillo debe ser elaborado bajo una serie de requisitos que controlan tanto la elaboración siguiendo el método tradicional como la calidad y el tipo de ingredientes utilizados) de El Bierzo como certificar la procedencia, siendo el botillo el producto cárnico emblemático de El Bierzo.
El Consejo, asimismo, tiene potestad sancionadora sobre las empresas asociadas, en caso de no adaptarse la elaboración, producción o comercialización a esos requisitos cualitativos.
Se vigilan, especialmente: la forma y consistencia, el color (debe ser rojo intenso) así como su aspecto exterior que es característico; el aroma que "debe ser intenso a embutido adobado y ahumado y cuando está cocido debe predominar el olor a magro cocido salazón y especias naturales" y la textura que debe ser "homogénea, hebrosa y jugosa".
El Botillo debe ser elaborado en El Bierzo por las empresas asociadas y autorizadas.

### Etiquetado
Todos los botillos que se comercialicen amparados por la Indicación Geográfica Protegida deberán ir provistos de un distintivo numerado expedido por el Consejo regulador en los que figure la mención «IGP Botillo del Bierzo» así como el logotipo de la IGP.

## Zona Geográfica

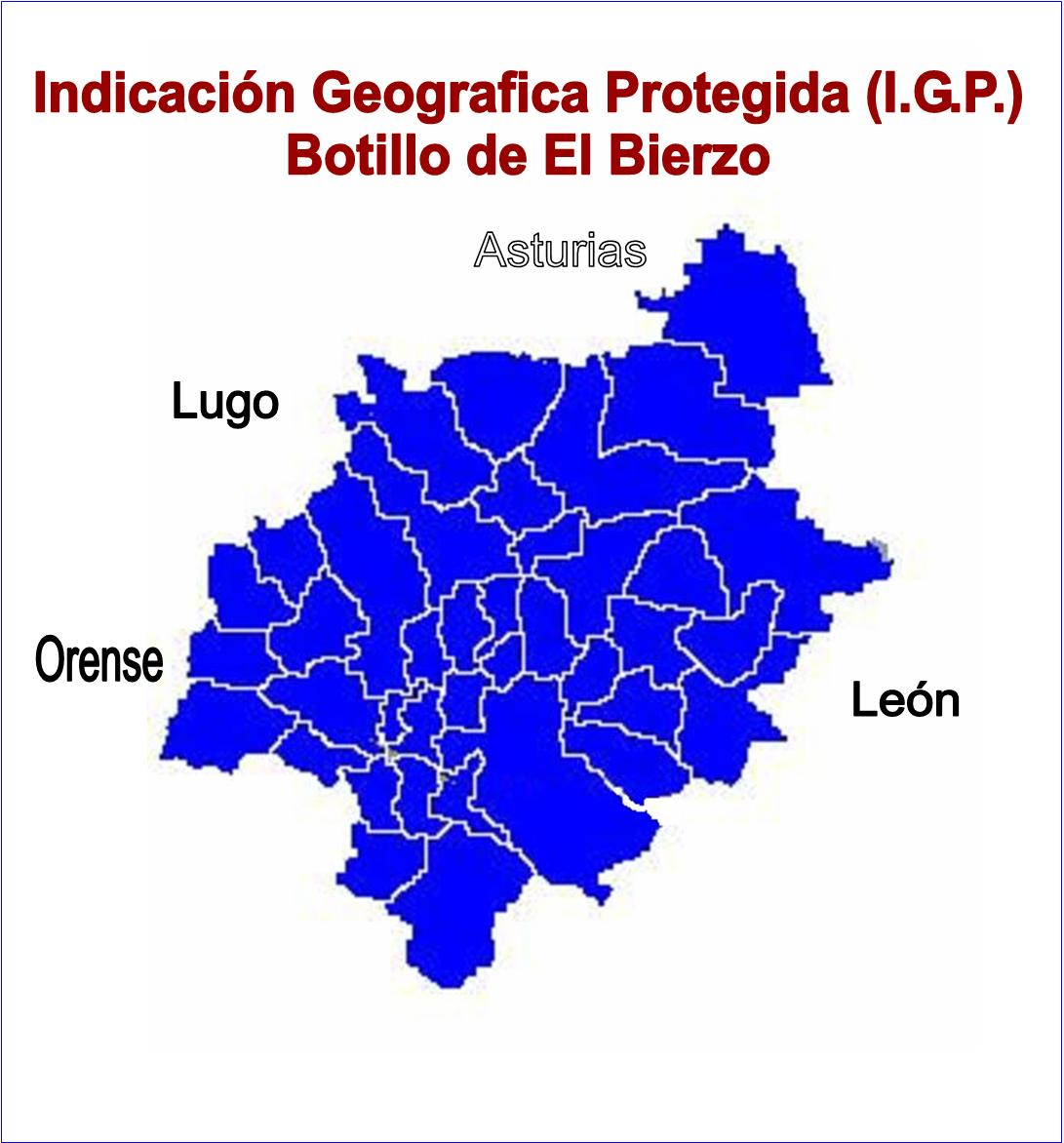
Mapa de cobertura

En lo territorial, el ámbito de competencia de la IGP "Botillo de El Bierzo" , está determinado por la zona de elaboración, abarcando, de modo genérco, los límites del Consejo Comarcal de El Bierzo y  de Laciana.

### Municipios integrados en la I.G.P.[4]
- Arganza
- Balboa
- Barjas
- Bembibre

- Benuza
- Berlanga del Bierzo
- Borrenes
- Cabañas Raras
- Cacabelos
- Camponaraya
- Candín
- Carracedelo
- Carucedo
- Castropodame
- Congosto
- Corullón
- Cubillos del Sil
- Fabero
- Folgoso de la Ribera
- Igüeña
- Molinaseca
- Noceda del Bierzo
- Oencia
- Palacios del Sil
- Páramo del Sil
- Peranzanes
- Ponferrada
- Priaranza del Bierzo
- Puente de Domingo Flórez
- Sancedo
- Sobrado
- Toreno
- Torre del Bierzo
- Trabadelo
- Vega de Espinareda
- Vega de Valcarce
- Villablino

- Villadecanes
- Villafranca del Bierzo

## Promoción
El Consejo Regulador patrocina a la Cofradía Gastronómica del Real Botillo del Bierzo.